# 黒神龍人
黒神 龍人（くろがみ りゅうじ、1974年8月11日 - ）は、日本の俳優・殺陣師・演出家・表現教育家。大阪府出身。
トップアクトプロモーション所属。1988年芸能界入り。1989年、テレビドラマ『獅子頭に雪が降る』でデビュー。

## 経歴
- 1989年〜1992年 映像活動と舞台活動
- 1992年〜1993年 映像活動を中止し、JAC（現JAE）で舞台活動・指導に専念
- 1993年〜1999年 舞台中心で俳優・殺陣師として活動
- 2000年〜　　　　國芯流殺陣技能術の指導開始、同じくして劇団DRAGON PROJECT TEAM発足
- 2003年〜2005年 MC企画に所属、映像活動を再開する
- 2005年〜　　　　トップアクトプロモーションに移籍・在籍

俳優・殺陣師・演技講師・表現教育・社員教育指導など色々な顔を持つ多才な人物である。

## 出演

### テレビ番組
NHK
- NHK朝ドラ「ちりとてちん」擬斗担当
- NHK朝ドラ「芋たこなんきん」鶴田編集者役・擬斗担当
- NHK朝ドラ「風のハルカ」擬斗担当
- NHK土曜ドラマ「新・人間交差点」擬斗・振付・演出等
- NHK朝ドラ「おんなは度胸」出演
- 「鞍馬天狗」
- 「その時歴史が動いた」
  - 徳川四天王 井伊直政役
  - 主役 今川義元役
  - 島津久光役
  - 主役 柳生宗矩役
  - 主役 間宮林蔵役
- 「海峡」出演及び擬斗
- 「白洲次郎」出演

テレビ東京系
- 「刺客請負人」
- 「名犬フーバーの事件簿」

MBS
「命みじかく」「ある日突然」
ABC
- 「部長刑事」

よみうりテレビ
- 「獅子頭に雪が降る」（主役）等

テレビ朝日系
- 「天才刑事野呂盆六II」
- 「水戸黄門」

日本テレビ系
- 「本当にあった日本史サスペンス劇場」レギュラー出演

### ラジオ番組
NHK-FM
- 「僕たちの戦争」兼子分隊士役

### 映画
- オリオン座からの招待状（宮沢りえ主演）アクションコーディネーターとして擬斗担当
- ヴァージン・スノー
- シーズ・レイン
- 森蘭丸
- 風のファイター

など

### CM
- 「ハマナカ手編み糸」

など

### VP
- PHP
- 松下電工
- 松下電器
- 大和ホーム

など多数

### 舞台
- 娯楽園プロデュース第3回公演「魔界爆発」
- 藤山直美公演
- SASUKE
- セカンドアース
- オズの魔法使い
- 花魁花歌舞伎の絵姿
- クリスマスキャロル
- 小公子
- 麦めし学園
- クローンマスター

ほか、舞台公演など。舞台の出演回数は延べで2000回を超える。

## 殺陣
- 神戸大学　ハチの巣座　舞台公演殺陣振付指導
- 関西小劇場・商業演劇多数
- 劇団MAY舞台公演　殺陣振付指導
- 各スタジオ・専門学校　殺陣・アクション講師
- 松竹芸能養成所 演技・殺陣・アクション講師
- アクターズクリニック大阪校 ワークショップ殺陣講師
- アニメーション専門学校 舞台殺陣振付指導
- ミクル・ミュージカルカンパニー公演　殺陣振付指導
- テアトルアカデミー演技・殺陣・アクション講師
- アクターズスクールＰＡＳ演技・殺陣・アクション講師
- 全国のスタジオ、道場での國芯流殺陣技能術

歌舞伎の殺陣からリアルな殺陣まで、そして現代アクションも幅広く、指導・振付を担当。業界からの信頼は高い。他に護身術の講師も務める。
- 國芯流殺陣技能術
- 國芯流擬斗技能術
- 國芯流護身術の総師範も務める。